# Superamas du Paon-Indien
Ne doit pas être confondu avec Amas du Paon.
Le superamas Paon-Indien, aussi appelé superamas du Paon, est un superamas de galaxies voisin du superamas local (qui contient la Voie lactée). Ce superamas est situé entre 210 et 260 millions d'années-lumière (entre 64 et 78 mégaparsecs). Il contient trois  principaux amas : Abell 3656, Abell 3698, le plus dense, et Abell 3742. Il fait partie d'un mur de galaxies assez proche qui relie l'amas de la Règle au superamas du Centaure.
Une publication de 2014 émet l'hypothèse que ce superamas serait juste un lobe de Laniakea, un superamas plus grand centré sur le Grand Attracteur qui contient également le superamas de la Vierge dont nous faisons partie.